# Партия Саскачевана
Партия Саскачевана (англ. Saskatchewan Party) — провинциальная правоцентристская партия в Саскачеване (Канада). Образована в 1997 году деятелями Прогрессивно-консервативной и Либеральной партий с целью противостояния находившейся у власти в провинции Новой демократической партии. В 2007 году впервые победила на провинциальных выборах, продолжала получать большинство голосов избирателей в 2011, 2016 и 2020 годах.

## История
В 1991 году на провинциальных выборах в Саскачеване местные представители Прогрессивно-консервативной и Либеральной партий Канады потерпели тяжёлое поражение от Новой демократической партии. Имидж пребывавшего до выборов у власти прогрессивно-консервативного правительства Гранта Дивайна был подорван несколькими годами бюджетного дефицита и обвинениями в коррупции; в дальнейшем несколько членов кабинета Дивайна были осуждены за нецелевое использование бюджетных средств. В Либеральной партии шла внутренняя борьба, отрицательно влиявшая на её популярность.
Когда стало ясно, что ни консерваторы, ни либералы не смогут в ближайшее время составить конкуренцию новым демократам, представители обеих оппозиционных партий объявили о создании новой объединённой партии. Партия Саскачевана была официально основана 8 августа 1997 года. В Законодательном собрании Саскачевана её члены в общей сложности имели восемь депутатских мест — по четыре у бывших консерваторов и бывших либералов, один из представителей которых, Кен Кравец, стал временным лидером объединённой фракции. По суммарному количеству депутатов она оказалась больше, чем остаток фракции Либеральной партии, и получила статус официальной оппозиции. Официально и Прогрессивно-консервативная, и Либеральная партии продолжали существовать, хотя на следующих выборах от консерваторов были выдвинуты лишь несколько кандидатов с тем, чтобы сохранить официальный статус партии.
В апреле 1998 года состоялись выборы постоянного лидера партии, которого избирали общим голосованием всех её членов. Первым постоянным лидером был избран Элвин Хермансон, бывший депутат Палаты общин Канады от Реформистской партии, проигравший в своём округе на федеральных выборах в 1997 году. В годы лидерства Хермансона идеология Партии Саскачевана в основном совпадала с идеологией Реформистской партии, занимавшей в канадской политике правые позиции, тогда как либеральное крыло практически не влияло на её идеологические приоритеты. В экономической сфере она выступала за значительное снижение налогов, минимизацию вмешательства государства в экономику, приватизацию государственных корпораций и создание частных медицинских учреждений. В социальной области партия, среди прочего, поддерживала создание исправительных лагерей для несовершеннолетних правонарушителей и требовала роспуска Саскачеванской комиссии по правам человека.
Партия Саскачевана завоевала популярность среди избирателей из сельских регионов Саскачевана, недовольных политикой правительства НДП во главе с Роем Романовым. При этом она оставалась непопулярной среди городского населения и в особенности в кругах государственных чиновников. Романов пытался представить оппозицию как сменивших название консерваторов, в своих выступлениях называя их «Саска-тори». На выборах 1999 года новая партия победила почти во всех сельских избирательных округах провинции и получила более высокий процент поддержки, чем НДП, но мандаты в Законодательном собрании разделились не в её пользу: у партии Хермансона было 25 мест в парламенте, а у Романова — 29, что оказалось достаточным для создания правительства меньшинства.
Хермансон попытался привлечь на сторону Партии Саскачевана городских избирателей, смягчив социальную программу партии. Однако её позиция в отношении государственных корпораций продолжала вызывать вопросы, и удачная кампания НДП позволила ей в 2003 году остаться у власти ещё на один срок. Кроме того, Партия Саскачевана, в отличие от 1999 года, проиграла своим основным соперникам и по проценту поддержки, хотя её представительство в Законодательном собрании ещё увеличилось.
В 2004 году Хермансон подал в отставку с поста лидера партии. Новым лидером стал депутат от Суифт-Каррента Брэд Уолл, единогласно избранный на эту должность на безальтернативной основе. Уолл, позиционирующий себя как умеренный политик, инициировал радикальный пересмотр партийной идеологии, включавший серию консультаций с экспертами и широкой общественностью. Новая партийная программа концентрировалась на экономических вопросах, включая инвестиции в предпринимательство и рост числа рабочих мест. Социально консервативные члены руководства партии утратили влияние, и новая социальная программа оказалась более привлекательной для молодёжи и городского населения.
На выборах 2007 года Партия Саскачевана получила 51 % голосов избирателей и 38 мандатов в Законодательном собрании против 20 у НДП, в том числе проведя в парламент четырёх депутатов от крупнейших городских центров провинции — Саскатуна и Реджайны. Популярности сформированного Уоллом правительства способствовал экономический расцвет в Саскачеване, связанный с высоким мировым спросом на основную продукцию провинции — сельскохозяйственные продукты и минеральное сырьё, включая нефть, уран и калийную соль. На выборах 2011 года Партия Саскачевана получила беспрецедентную в истории провинции поддержку — 64,2 % голосов избирателей — и заняла в Законодательном собрании 49 мест из 58.
Несмотря на судебную тяжбу против остатков Прогрессивно-консервативной партии за партийные фонды и окончание экономического бума в 2015 году, заставившее правительство впервые за несколько лет представить в Законодательное собрание дефицитный бюджет, Партия Саскачевана успешно провела и следующие выборы в 2016 году. Она провела в провинциальный парламент 51 депутата из 61. Это произошло в период, когда в некоторых других провинциях консервативные кабинеты потерпели поражения на выборах, и в 2016 году в Канаде оставалось только два правых правительства — в Саскачеване и Манитобе.
В августе 2017 года Брэд Уолл объявил, что собирается уйти в отставку, как только партия изберёт нового лидера. На партийных выборах в январе 2018 года победил Скотт Мо, сменивший Уолла на посту премьера в феврале того же года. Несмотря на смену лидера, Партия Саскачевана уверенно выиграла и следующие провинциальные выборы, в сельских округах получив 70 % голосов и обеспечив себе достаточно высокую поддержку в Саскатуне и Реджайне.

## Статистика участия в выборах
| Год  | Лидер           | Мандаты  | Изменение | Место | Голоса  | %    | Позиция в легислатуре     |
| ---- | --------------- | -------- | --------- | ----- | ------- | ---- | ------------------------- |
| 1999 | Элвин Хермансон | 25 из 58 | ▲ 25      | ▲ 2   | 160,603 | 39.6 | Официальная оппозиция     |
| 2003 | Элвин Хермансон | 28 из 58 | ▲ 3       | ▬ 2   | 168,144 | 39.4 | Официальная оппозиция     |
| 2007 | Брэд Уолл       | 38 из 58 | ▲ 10      | ▲ 1   | 230,671 | 50.9 | Правительство большинства |
| 2011 | Брэд Уолл       | 49 из 58 | ▲ 11      | ▬ 1   | 258,598 | 64.3 | Правительство большинства |
| 2016 | Брэд Уолл       | 51 из 61 | ▲ 2       | ▬ 1   | 270,776 | 62.6 | Правительство большинства |
| 2022 | Скотт Мо        | 48 из 61 | ▼ 3       | ▬ 1   | 269,996 | 60.7 | Правительство большинства |